# Korunk
Korunk (în traducere „Epoca noastră”) este o revistă culturală, literară și științifică în limba maghiară, care apare la Cluj. A apărut pentru prima dată în anul 1926. Fondatorul ei a fost László Dienes. În 1940 a fost interzisă și a fost reînființată în 1957. În prezent apare lunar și este subvenționată de Ministerul Culturii și Cultelor.

## Legături externe
- www.korunk.org - Site web oficial

1. ↑  The ISSN portal